# Josef Moser
Josef Moser, né le 6 octobre 1955 à Lienz en Autriche, est un avocat et homme politique autrichien. Il est ministre fédéral de la Constitution, des Réformes, de la Déréglementation et de la Justice du gouvernement Kurz I depuis le 18 décembre 2017.